# George K. Hollister
George K. Hollister (New York, 7 marzo 1873 – Los Angeles, 28 marzo 1952) è stato un direttore della fotografia statunitense.

## Biografia
George K. Hollister fu uno dei pionieri del cinema muto. Si conosce poco dei suoi primi anni. Nato a New York, nel 1903, a trent'anni, si sposò con Alice, una diciassettenne di Worcester, nel Massachusetts, che si crede fosse la figlia di un immigrato franco-canadese. La coppia ebbe una figlia, Doris Ethel, nata nel 1906, e un figlio, George junior, nato nel 1908.

### Carriera cinematografica
Attorno al 1908, George Hollister fu assunto dalla Kalem Company come cameraman. Lavorò con il regista Sidney Olcott in qualità di operatore come parte del team attivo in Florida durante l'inverno. Nel 1910, entrò nella troupe della Kalem che, per prima, si trasferì a lavorare all'estero. Il gruppo - di cui faceva parte anche l'attrice e sceneggiatrice Gene Gauntier e l'attore Robert Vignola - girò in Irlanda A Lad from Old Ireland oltre a una serie di film le cui location furono al Blarney Castle, a Glengarriff e al lago di Killarney. 
Nei due anni seguenti, la troupe della Kalem ritornò regolarmente in Irlanda. Nel 1912, furono raggiunti dalla moglie di Hollister, Alice, che iniziò a lavorare come attrice, intraprendendo una nuova carriera.
Dopo l'esperienza irlandese, Hollister accompagnò Olcott in Palestina, dove girarono il più importante film prodotto dalla Kalem, From the Manger to the Cross; or, Jesus of Nazareth, una pellicola che durava più di un'ora in un'epoca in cui i film erano di uno o due rulli. Vi si racconta la storia di Gesù Cristo: nel 1998, il film fu scelto dal National Film Registry della Library of Congress.
Hollister apparve anche in alcune scene dei suoi film come attore. Lasciò il lavoro di fotografo cinematografico nel 1929.
Morì nel 1952 e fu sepolto nel Grande Mausoleo al Forest Lawn Memorial Park Cemetery di Glendale, in California. Sua moglie Alice, che morì nel 1973, gli venne sepolta accanto.

## Filmografia
La filmografia è completa. Quando manca il nome del regista, questo non viene riportato nei titoli

### Direttore della fotografia
- A Lad from Old Ireland, regia di Sidney Olcott (1910)
- The Little Spreewald Maiden, regia di Sidney Olcott (1910)
- Last Day of School, regia di Sidney Olcott (1911)
- An Irish Honeymoon, regia di Sidney Olcott (1911)
- The Fiddle's Requiem, regia di Sidney Olcott (1911)
- Railroad Raiders of '62, regia di Sidney Olcott (1911)
- Special Messenger, regia di Sidney Olcott (1911)
- Rory O'More, regia di Sidney Olcott e Robert G. Vignola - cortometraggio (1911)
- The Colleen Bawn, regia di Sidney Olcott (1911)
- The Franciscan Friars of Killarney, Ireland, regia di Sidney Olcott (1911)
- Arrah-Na-Pogue, regia di Sidney Olcott (1911)
- The Vengeance Mark, regia di Sidney Olcott (1912)
- Shaun Rhue, regia di Sidney Olcott (1912)
- My Hielan' Lassie, regia di Sidney Olcott (1912)
- The O'Kalems' Visit to Killarney, regia di Sidney Olcott (1912)
- The O'Neill, regia di Sidney Olcott (1912)
- His Mother, regia di Sidney Olcott (1912)
- Far from Erin's Isle, regia di Sidney Olcott (1912)
- You Remember Ellen, regia di Sidney Olcott (1912)
- The Fighting Dervishes of the Desert, regia di Sidney Olcott (1912)
- Luxor, Egypt, regia di Sidney Olcott (1912)
- Missionaries in Darkest Africa, regia di Sidney Olcott (1912)
- Dust of the Desert , regia di Sidney Olcott (1912)
- Making Photoplays in Egypt, regia di Sidney Olcott (1912)
- An Arabian Tragedy, regia di Sidney Olcott (1912)
- Captured by Bedouins , regia di Sidney Olcott (1912)
- Down Through the Ages, regia di Sidney Olcott (1912)
- Along the River Nile, regia di Sidney Olcott (1912)
- The Poacher's Pardon, regia di Sidney Olcott (1912)
- Ancient Temples of Egypt, regia di Sidney Olcott (1912)
- From the Manger to the Cross; or, Jesus of Nazareth, regia di Sidney Olcott (1912)
- The Kerry Gow, regia di Sidney Olcott (1912)
- The Mayor from Ireland, regia di Sidney Olcott (1912)
- Conway, the Kerry Dancer, regia di Sidney Olcott (1912)
- Ireland, the Oppressed, regia di Sidney Olcott (1912)
- The Shaughraun, regia di Sidney Olcott (1912)
- The Wives of Jamestown, regia di Sidney Olcott (1913)
- The Vampire , regia di Robert G. Vignola (1913)
- Snow Storm and Sunshine, regia di Anders Van Haden (1916)
- Perkins' Peace Party, regia di Anders Van Haden (1916)
- Maud Muller Modernized, regia di Anders Van Haden (1916)
- Ambitious Awkward Andy, regia di Anders Van Haden (1916)
- Theodore's Terrible Thirst, regia di Anders Van Haden (1916)
- Rupert's Rube Relation, regia di Anders Van Haden (1916)
- Paul's Political Pull, regia di Anders Van Haden (1916)
- Ruining Randall's Reputation, regia di Anders Van Haden (1916)
- The Professor's Peculiar Precautions, regia di Anders Van Haden (1916)
- The Sailor's Smiling Spirit, regia di Anders Van Haden (come William A. Howell) - cortometraggio (1916)
- Dad's Darling Daughters, regia di Anders Van Haden (1916)
- The Kiddies' Kaptain Kid, regia di Anders Van Haden (1916)
- The Fringe of Society, regia di Robert Ellis (1917)
- The Great Adventure, regia di Alice Guy (1918)
- To Hell with the Kaiser!, regia di George Irving (1918)
- The Silent Woman, regia di Herbert Blaché (1918)
- The Great Victory, Wilson or the Kaiser? The Fall of the Hohenzollerns, regia di Charles Miller (1919)
- The Divorcee, regia di Herbert Blaché (1919)
- Someone in the House, regia di John Ince (1920)
- Bad Men's Money, regia di J.P. McGowan (1929)
- Wyoming Tornado, regia di J.P. McGowan (1929)

### Fotografia
- Don Caesar de Bazan, regia di Robert G. Vignola - operatore alla macchina da presa (1915)
- La cosa da un altro mondo (The Thing from Another World), regia di Christian Nyby e Howard Hawks - operatore macchina da presa non accreditato (1951)

### Attore
- You Remember Ellen, regia di Sidney Olcott (1912)
- Winning a Widow, regia di Sidney Olcott  (1912)
- The Prosecuting Attorney (1913)
- The Arizona Kid, regia di Horace B. Carpenter (1929)

### Film o documentari dove appare Hollister
- The Ancient Port of Jaffa (1912)